# ピキンドン
ピキンドン(Piquindone)は、1980年代に開発された三環式の非定型抗精神病薬であるが、市販されたことはない。作用プロファイルに基づきその選択性には議論があるものの、選択的D2受容体アゴニストとして作用するとされている。大部分の他のD2受容体リガンドと同様に、ピキンドンの結合性はN2依存を示す。この性質は、トロパピリド、ゼチドリン、メトクロプラミドと共通である。
臨床試験においては、僅かに統計的有意性までには至らないものの、統合失調症の陽性症状及び陰性症状の治療にある程度の効果を持つ可能性が示された。さらに、ハロペリドールと比較して、錐体外路症状や遅発性ジスキネジアの発生がかなり少ない。精神病の他にも、ピキンドンはトゥレット障害にも効果を持つことが多くの臨床研究で示されている。